# Consell General de l'Essonne

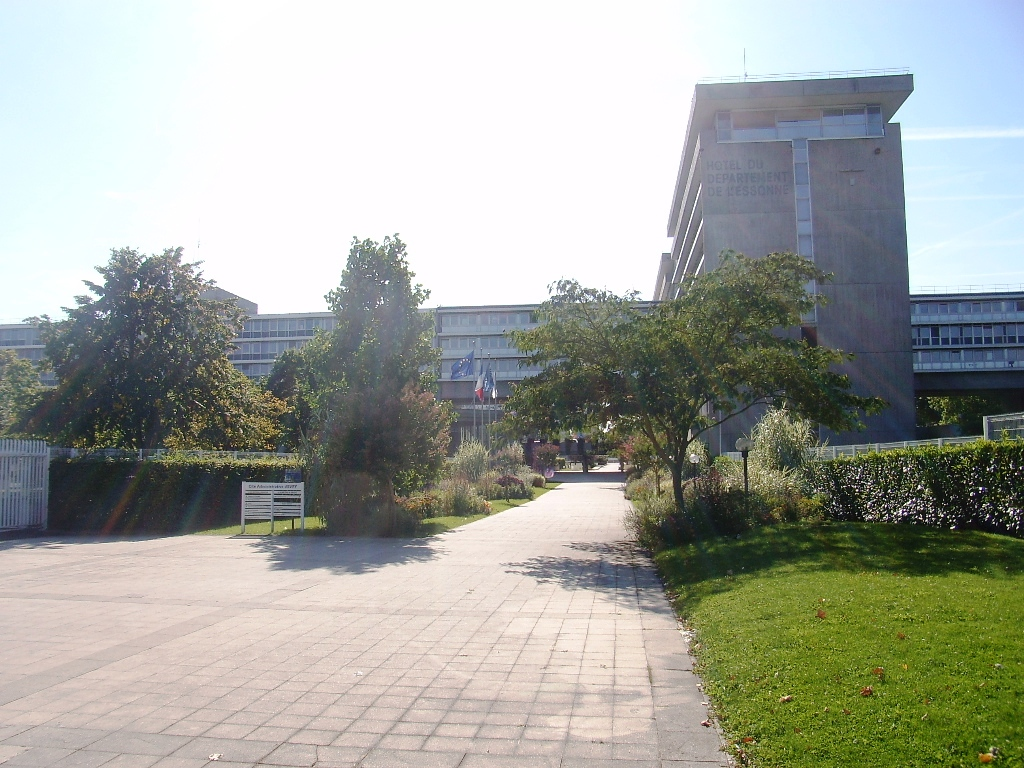
Seu del Consell General a Évry

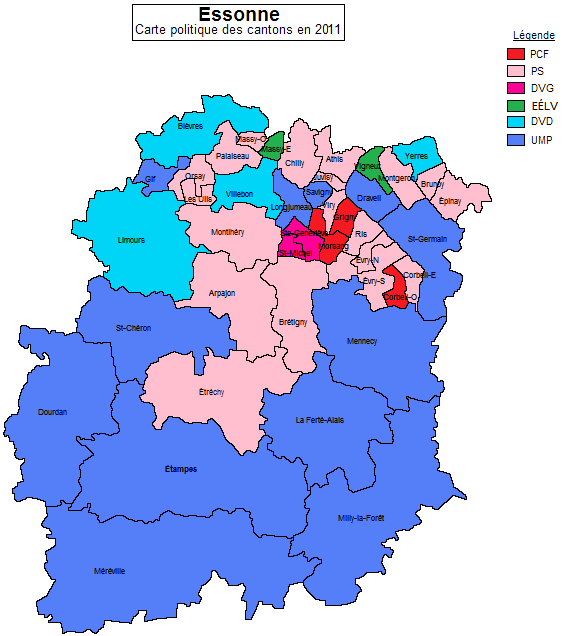
Cantons d'Essonne per opció política (2011)

El Consell General de l'Essonne és l'assemblea deliberant executiva del departament francès d'Essonne a la regió d'Illa de França. La seva seu és a Évry. Des de 2011, el president és Jérôme Guedj (PS).

## Antics presidents del Consell
- 1967 - 1976 Pierre Prost (Divers droite)
- 1976 - 1982 Robert Lakota (PCF)
- 1982 - 1988 Jean Simonin (RPR)
- 1988 - 1998 Xavier Dugoin (RPR)
- 1998 - 2011 Michel Berson (PS)
- des de 2011 Jérôme Guedj (PS)

## Composició
El març de 2011 el Consell General de Essone era constituït per 42 elegits pels 42 cantons de l'Essonne.
| Partit                            | Sigles | Electes |
| --------------------------------- | ------ | ------- |
| Majoria (26 escons)               |        |         |
| Partit Socialista                 | PS     | 18      |
| Europa Ecologia-Els Verds         | EELV   | 1       |
| Divers gauche                     | DVG    | 3       |
| Front d'Esquerra                  | FG     | 4       |
| Oposició (16 escons)              |        |         |
| Unió pel Moviment Popular         | UMP    | 11      |
| Divers droite                     | DVD    | 2       |
| Nou Centre                        | NC     | 1       |
| Unió de Demòcrates i Independents | UDI    | 1       |
| Amunt la República                | DLR    | 1       |
| President del Consell General     |        |         |
| Jérôme Guedj (PS)                 |        |         |